# Air Car

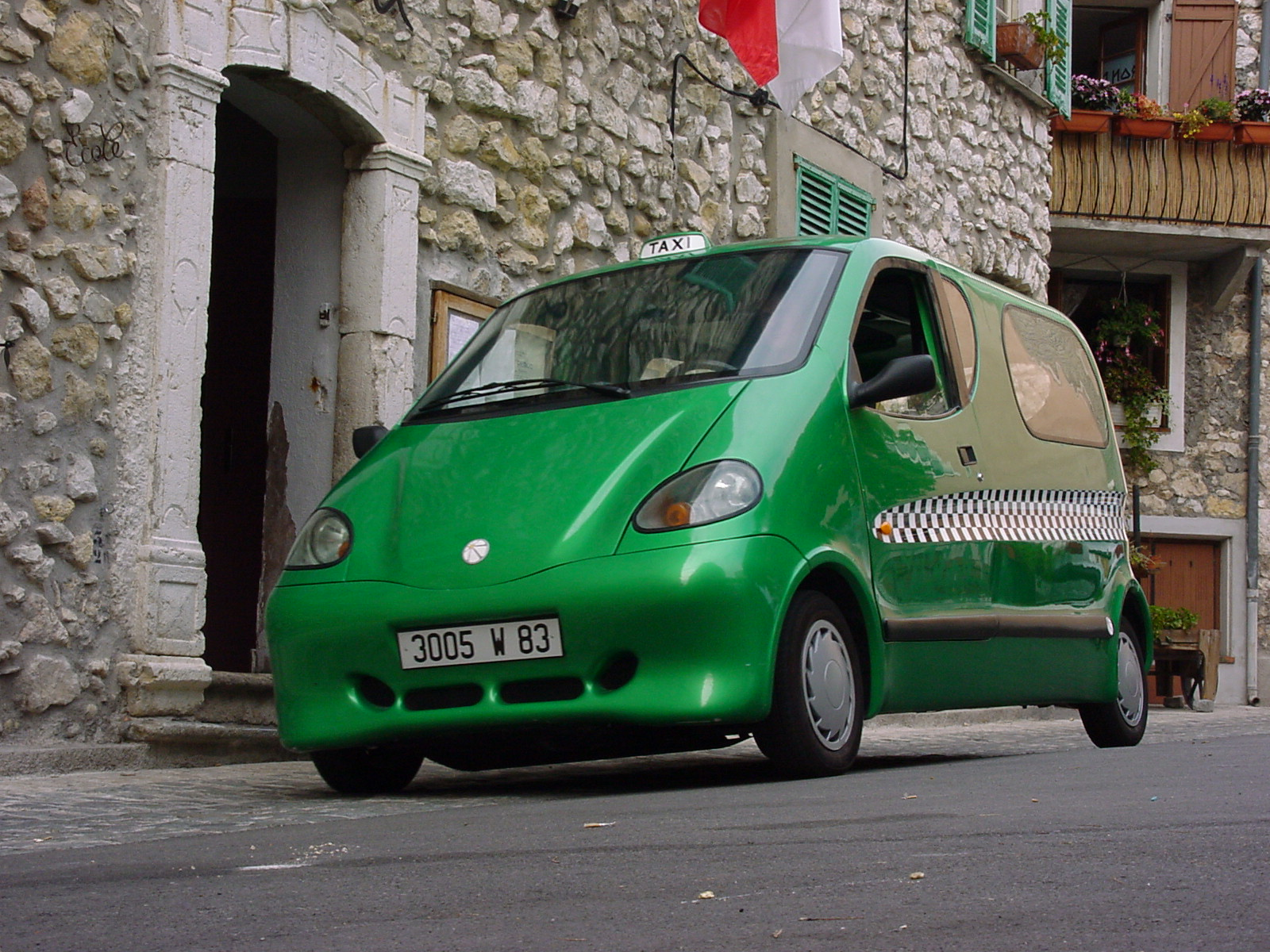
Air Car

L'Air Car és un prototip d'automòbil desenvolupat i produït per Moteur Développement International (MDI), fundat per l'inventor francès Guy Nègre.

## Tecnologia
És un vehicle d'aire comprimit el motor va ser especialment dissenyat per a aquest vehicle. L'aire comprimit s'emmagatzema en un tanc de fibra de carboni a alta pressió, de l'ordre de 30 MPa (4500 psi o 300 bar). En comptes de barrejar combustible amb aire per cremar i moure els pistons amb els gasos calents producte de la combustió, el motor d'aire fa servir l'expansió de l'aire comprimit emmagatzemat per moure els pistons i, per tant, les rodes.
Els quatre grans fabricants que desenvolupen el CAT s'han dissenyat dispositius de seguretat en els seus contenidors, en oposició als paràmetres del motor d'hidrogen de dany i perill associats a un sinistre d'impacte de gran força. L'aire no és inflamable.

## Emissions
Els automòbils a aire estan lliures d'emissions al tub d'escapament, però el seu tanc d'aire comprimit es recarrega usant (típicament) compressors elèctrics i si l'electricitat es pren de la xarxa general de distribució, procedirà de les diverses fonts que l'alimenten, incloent centrals tèrmiques que funcionen a partir de combustibles fòssils, després només si l'energia ve de fonts renovables, l'Air Car serà un vehicle lliure d'emissions d'efecte hivernacle. No obstant això, les emissions poden relocalitzar des dels carrers d'una ciutat a la planta d'energia (i per descomptat, un sistema solar o eòlic pot instal·lar-se a cada llar, eliminant la dependència de l'habitual consum d'energia fòssil).